# Stan Cullimore
Stan Cullimore (nacido Ian Peter Cullimore, el 6 de abril de 1962 en Cambridge, Inglaterra) es un músico inglés. Fue el guitarrista de la banda de indie rock The Housemartins entre 1983 y 1988.

## Biografía
Cullimore estudió Ciencias Económicas en la Universidad de Hull graduándose en 1984. En 1983, él respondió a un aviso clasificado publicado en el periódico local por Paul Heaton que decía Trombonista busca músicos callejeros de los alrededores de la ciudad.
Tras abandonar la banda, instaló y administró una casa de comida naturista durante cinco años. Desde entonces, se ha convertido en un autor de libros para niños y guiones televisivos. También compone música para la televisión infantil, inclusive para Nickelodeon. En 2009 coescribió y apareció en unas series de música preescolar llamada THE BOPPS para Nick Jr. UK que se emitió en el 2010.
Se casó con Amelia en mayo de 1988 en Hull y ha tenido dos hijas y dos hijos, uno de los cuales se llama Robin.